# 拓跋普根
拓跋普根（？—316年），鮮卑名撲速根，中國西晉末期鮮卑索頭部首領，305年至316年統治索頭部中部國土，316年統治索頭部全境，是南北朝時期北魏皇帝的先祖之一。其父為拓跋猗㐌，拓跋賀傉、拓跋紇那皆為其兄弟。
305年，猗㐌去世，普根繼其位統有索頭部中部國土。
316年，當時的鮮卑索頭部首領拓跋猗盧被其子拓跋六修所弒，普根聞訊回師殺六修平亂，因而繼代王位，僅在位一個多月就去世。
普根的遺腹子被拓跋猗㐌之妻立為王，卻又在同年冬天夭折。